# Эр-Рашда
Эр-Рашда (араб. الراشدة‎) — деревня в Египте, расположенная в оазисе Дахла в мухафазе Вади-эль-Гедид.

## История
Около 1800 года, вся территория современной Эр-Рашды была сельскохозяйственными владениями трёх крупнейших семей Эль-Каламуна. В первой половине XIX века здесь не было никаких домов, кроме небольших построек, в которых в сезон работ ночевали крестьяне, приезжавшие из Эль-Каламуна. Ко второй половине XIX века здесь появляется поселение Эр-Рашда. При этом Эр-Рашда не являлась отдельной деревней, а была поселением, относящимся к Эль-Каламуну. В переписи населения 1897 года, Эр-Рашда указана как одно из двух поселений, относящихся к Эль-Каламуну.
В 1899 году Эр-Рашда была отделена от Эль-Каламуна и стала самостоятельной деревней.